# Auguszta Mátyás
Auguszta Mátyás, född den 17 januari 1968 i Nagykanizsa, Ungern, är en ungersk handbollsspelare.
Hon tog OS-brons i damernas turnering i samband med de olympiska handbollstävlingarna 1996 i Atlanta.